# Železniška postaja Ponikva
Železniška postaja Ponikva je ena izmed železniških postaj v Sloveniji, ki oskrbuje bližnji naselji Hotunje (kjer se tudi nahaja) in Ponikva.